# Српске енклаве на Косову и Метохији
Српске енклаве на Косову и Метохији су места насељена Србима и другим неалбанцима чије становништво није потпуно етнички очишћено након завршетка рата на Косову и Метохији 1999. и мартовског погрома 2004. Становништво енклава живи у мањој или већој мери изоловано од околног албанског становништва, често у веома тешким условима, и у одређеној мери поштује правни систем Србије.
Тачан број српских енклава на Косову и Метохији тешко је утврдити. Ова информација не постоји ни на једном од званичних сајтова државних органа од којих би се очекивало да је имају. Слично је и са бројем Срба на Косову и Метохији. Званичних података нема, а према незваничним проценама, њих је око 200.000.

## Позадина
Према попису становништва из 2011. године, Срби су чинили већину становништва у 10 општина на Косову и Метохији, док су у једној општини највећи постотак горанског становништва, који су у Србији признати као посебан народ, али их неки сматрају етничком групом Срба. Општине са српском већином су: Лепосавић, Звечан, Зубин Поток, Северна Косовска Митровица, Штрпце, Грачаница, Партеш, Клокот, Ранилуг, а у општину Ново Брдо чини око пола Срба и пола Албанаца. У осталим општинама Косова и Метохије већину становништва су чинили Албанци. На Косову и Метохији живи и известан број словенских муслимана, који су за време турске окупације прешли на ислам али се нису асимиловали у Албанце. Они се данас називају и Бошњацима.
Од 10. јуна 1999. године за мање од месец дана иселило више од 250.000 припадника неалбанске популације, а да се вратило тек око 3.000. Неалбанско становништво се враћало у више мањих неорганизованих група. Поред 250.000 расељених током 1999. године, од 437 места на Косову у којима су живели Срби до 1999, етнички је потпуно очишћено 312 насеља. За 10 година било је 7.000 етнички мотивисаних напада, убијено је више од 1.000 Срба, 841 Србин је киднапован, а 960 Срба је рањено.
Према резултатима анкетних истраживања огромна већина пописаних избеглица са Косова и Метохије изјаснила се за трајно насељавање у Београду и другим деловима Србије, без амбиција за повратак.
Од 20. фебруара 2008. године на Косову и Метохији постоји нових девет општина, од којих су у три општине Срби већина.

## Списак

### Општина Лепосавић(етнички састав 2006)
- 18.000 Срба (20.000 процена из 2015[5])
- 67 Албанаца
- 240 Бошњака
- 203 Рома

### Општина Звечан(етнички састав 2006)
- 16.050 Срба уз око 4.000 ирл
- 350 Албанаца
- 250 Остале етничке групе

### Општина Зубин Поток(етнички састав 2006)
- 14.000 Срба
- 800 Албанаца

### Општина Северна Косовска Митровица(етнички састав 2011)
- 19.000 Срба
- 2.000 Албанаца
- 1.000 Остале етничке групе

### Општина Штрпце(етнички састав 2011)
- 9.100 Срба
- 4.500 Албанаца
- 30 Рома

### Општина Ново Брдо(етнички састав 2011)
- 4.500 Срба
- 5.500 Албанаца
- Прековце

### Општина Драгаш(етнички састав 2011)
- 9.000 Горанаца и 7 Срба
- 20.000 Албанаца
- 1.000 Остале етничке групе

### Српска насеља и насеља мањина на Косову и Метохији

#### Општина Вучитрн
- Прилужје[6] - преко 3.000 Срба
- Гојбуља[6] - око 140 Срба[7]
- Бањска
- Граце

#### Општина Приштина
- Приштина - Четрдесетак Срба који живе изоловано[8]
- Грачаница - Међународна организација OSCE, на основу података општинских служби, процењује број становника општине на 21.534, при чему би удео Срба био око 85%.[9]
- Доња Брњица
- Нови Бадовац
- Племетина

#### Општина Липљан
- Добротин - 280 српских домаћинстава (извор Б92)
- Ливађе
- Доња Гуштерица
- Горња Гуштерица
- Суви До
- Старо Грацко
- Ново Насеље - 1999. 140 српских и 11 албанских породица. 2006. 120 српских и 60 албанских (извор Б92)
- Рабовце

#### Општина Косово Поље
- Косово Поље[10]
- Батусе
- Угљаре
- Бресје
- Кузмин
- Преоце

#### Општина Гњилане
- Шилово
- Пасјане
- Партеш
- Коретиште
- Доња Будрига
- Станишор
- Горње Кусце
- Стража
- Кметовце[11]
- Понеш[11]
- Горњи Макреш
- Церница
- Драганац

#### Општина Пећ
- Гораждевац - око 1.000 Срба[12][13]
- Брестовик - педесетак Срба[14]
- Љевоша - двадесетак Срба повратника[15]

#### Општина Исток
- Осојане - око 300 повратника[16]
- Црколез - 200 становника или 45 породица (извор Глас Јавности)
- Љубожда - српски повратници[17]
- Добруша 1200 словенских муслимана
- Бања 400 словенских муслимана
- Љубово 220 словенских муслимана
- Жач 300 словенских муслимана

#### Општина Призрен
У општини је пописано 237 Срба 2011. (напомена да су Срби делимично бојкотовали попис)
- Призрен [18] - пар стотина Срба, насеље Подкаљаја, Призренска богословија, Манастир Светих архангела, манастир Свете Недеље, 15 000 словенским муслимана (Горанци и Бошњаци)
- Села у Стредачкој Жупи - Средска, Мушниково, Живињане, Драјчићи, Горње Село, Плањане, Локвица
- Села у Подримљу - Новаке, Смаћ, Зојић, Србица
- Горње Љубиње, Доње Љубиње, Грнчаре, Јабланица, Манастирица, Небрегоште, Речане Ново Село и Поуско - више од 2100 муслиманских породица са више од 12000 житеља
- Мамуша - 3.000 Турака
- Јабланица - 800 становника Бошњака

#### Општина Ораховац
- Велика Хоча - око 700 Срба[19]
- град Ораховац - око 350 Срба[19]

#### Општина Србица
Око 330 Срба у следећим селима, од тога стотинак деце:
- Бања
- Суво Грло

#### Општина Косовска Каменица[21]
- Ранилуг
- Ропотово
- Кормињане
- Мочаре
- Беривојце

#### Општина Витина
- Витина - осамдесетак Срба[22]
- Клокот
- Врбовац
- Грнчар
- Трпеза
- Пожарање
- Ново Село
- Житиње
- Бинач
- Могила

#### Општина Клина
Око 250 повратника на територији општине.
- Видање[24]
- Дрсник
- Дреновац
- Дугоњиве
- Берково[25]

#### Општина Обилић
- Црквена Водица[26]
- Племетина
- Милошево
- Бабин Мост
- Јањина вода

#### Општина Подујево
- Медреговац - У Медреговцу према подацима из 2013. живи десетак Срба, то су једини преостали Срби у општини Подујево.[27]

#### Општина Штимље
- Четрдесет девет пописаних Срба 2011. (напомена да су Срби делимично бојкотовали попис)

#### Општина Урошевац
- Тридесет двоје пописаних Срба 2011. (напомена да су Срби делимично бојкотовали попис)

#### Општина Ђаковица
- Седамнаесторо пописаних Срба 2011. (напомена да су Срби делимично бојкотовали попис)

#### Општина Дечани
- Троје пописаних Срба 2011. (напомена да су Срби делимично бојкотовали попис)

#### Општина Глоговац
- Двоје пописаних Срба 2011. (напомена да су Срби делимично бојкотовали попис)

#### Општина Сува Река
- Двоје пописаних Срба 2011. (напомена да су Срби делимично бојкотовали попис)

## Демографска историја српских насеља на Косову и Метохији

### Српска насеља на Косову и Метохији 1961. године
- Општина Дечани: (Лоћане)[а]
- Општина Ђаковица: Љугбунар (Пискотa, Рашкоц, Вранић)
- Општина Глоговац: (Коморане, Поклек)
- Општина Гњилане: Билинце, Доња Будрига, Горње Кусце, Кметовце, Коретиште, Мозгово, Паралово, Партеш, Пасјане, Понеш, Станишор, Стража, Шилово (Гњилане, Церница, Добрчане, Доњи Ливоч, Горњи Ливоч, Липовица, Малишево, Носаље, Прилепница, Велекинце, Влаштица, Врбица, Жегра)
- Општина Исток: Белица, Бело Поље, Црколез, Драгољевац, Дубрава, Кош, Нови Верић, Осојане, Пољане, Прекале, Синаје, Суви Лукавац, Тучеп, Жаково (Бегов Лукавац, Црни Луг, Доњи Исток, Ђураковац, Исток, Ковраге, Крњина, Љубожда, Мојстир, Мужевине, Суво Грло, Верић, Жач)
- Општина Качаник: (Ђенерал Јанковић, Елеза, Стари Качаник)
- Општина Клина: Берково, Бича, Долац, Дреновчић, Дрсник, Грабац, Клина, Клинавац, Наглавци, Зајмово, Видање (Будисавци, Долово, Доњи Петрич, Дреновац, Дугоњиве, Душевић, Горњи Петрич, Грабаница, Гребник, Јагода, Јеловац, Јошаница, Крњинце, Велико Крушево, Мали Ђурђевик, Деич, Пограђе, Реновац, Рудице, Ступ, Штупељ)
- Општина Косовска Каменица: Ајновце, Беривојце, Босце, Божевце, Братиловце, Бушинце, Чараковце, Доморовце, Доња Шипашница, Доње Кормињане, Дреновце, Глоговце, Гоголовце, Горње Кормињане, Грађеник, Гризиме, Кололеч, Косовска Каменица, Костадинце, Мало Ропотово, Мигановце, Мочаре, Одевце, Ораовица, Панчело, Петровце, Рајановце, Ранилуг, Робовац, Стрелица, Стрезовце, Тиринце, Томанце, Ваганеш, Велико Ропотово (Блато, Фирићејa, Коретин, Љештар, Мешина, Одановце)
- Општина Косовска Митровица: Банов До, Бањска, Бањска Река, Бањски Суви До, Бресница, Дољане, Горњи Суви До, Грабовац, Грижани, Извори, Јанков Поток, Јошевик, Каменица, Кориље, Кула, Липовица, Локва, Ловац, Лозиште, Мали Звечан, Мало Рударе, Матица, Меки До, Ораовица, Први Тунел, Стари Трг Рударско Насеље, Рудине, Сендо, Србовац, Свињаре, Валач, Велико Рударе, Вилиште, Звечан, Жеровница, Житковац (Доње Винарце, Косовска Митровица, Љушта, Сељанце, Шипоље, Врбница)
- Општина Лепосавић: Баре, Бело Брдо, Белуће, Бербериште, Бистрица, Борчане, Борова, Брзанце, Црнатово, Црвени, Ћирковићe, Десетак, Добрава, Доњи Крњин, Дрен, Дубока, Гњеждане, Горњи Крњин, Граничане, Гркаје, Гулије, Гувниште, Исево, Јариње, Јелакце, Јошаница, Кајково, Каменица, Кијевчиће, Копориће, Костин Поток, Крушчица, Крушево, Кутње, Лазинe, Лепосавић, Лешак, Лозно, Мајдево, Мекинићe, Миолићe, Миоковиће, Мошница, Остраће, Плакаоница, Планиница, Поповце, Постење, Поткомље, Придворица, Родељ, Руцманце, Сеоце, Слатина, Сочаница, Требиће, Трикосе, Тврђан, Улије, Витановиће, Врачево, Вуча, Забрђе, Заврата, Земаница, Зрносек (Рватска)
- Општина Липљан: Добротин, Доња Гуштерица, Горња Гуштерица, Лепина, Липљан, Ливађе, Ново Рујце, Радево, Скуланeво, Старо Грацко, Суви До, Велики Алаш (Црни Брег, Чучуљага, Глоговце, Голешко Врело, Коњух, Крајиште, Луг, Магура, Мухаџер Бабуш, Рaбовце, Словиње, Смолуша, Старо Рујце, Топличане)
- Општина Малишево : Кијево
- Општина Ново Брдо: Бољевце, Бостане, Царевце, Драганац, Горњи Макреш, Извор, Јасеновик, Клобукар, Манишинце, Прековце, Трнићевце, Зебинце (Лабљане)
- Општина Ораховац: Велика Хоча (Братотин, Оптеруша, Ораховац, Ретимље, Зочиште)
- Општина Орлане: (Медреговац, Орлане)
- Општина Пећ: Бабићe, Бело Поље, Брестовик, Црни Врх, Гораждевац, Крстовац, Љевоша, Пиштане, Сига (Добри До, Главичица, Јабланица, Клинчина, Лабљане, Љешане, Накло, Ромуне, Сврке)
- Општина Подујево: Ливадица, Радујевац, Репа, Закут (Бајчина, Баловац, Бело Поље, Добри До, Доња Дубница, Доња Пакаштица, Доњи Сибовац, Горња Лапаштица, Горња Пакаштица, Горњи Сибовац, Качибег, Коњушевац, Крпимеј, Лауша, Лужане, Обранџа, Пендуха, Перане, Подујево, Ревуће, Суркиш, Светље, Шаковица, Штедим, Велика Река)
- Општина Приштина: Бабин Мост, Бадовац, Батусе, Бресје, Црквена Водица, Чаглавица, Девет Југовића, Доња Брњица, Драговац, Грачаница, Којловица, Косово Поље, Кузмин, Лапље Село, Лазарево, Лебане, Матичане, Обилић, Племетина, Преоце, Рудник Косово, Сливово, Софалија, Сушица, Угљаре, Златаре (Ајвалија, Добри Дуб, Горња Брњица, Горње Добрево, Хамидија, Крушевац, Лесковчић, Милошево, Накараде, Орловић, Помазатин, Приштина, Сибовац, Тенеш До)
- Општина Призрен : Дојнице, Драјчићи, Горње Село, Љубижда, Љутоглав, Мушниково, Новаке, Нова Шумадија, Петрово Село, Смаћ, Средска, Врбичане, Зојић, Живињане (Доња Србица, Душановo, Горња Србица, Локвица, Мала Круша, Плањане, Призрен)
- Општина Србица: Бањe (Горња Клина, Кострц, Которе, Кућица, Леочина, Радишево, Рудник, Србица, Суво Грло)
- Општина Сува Река: Дворане, Поповљане, Топличане (Деловце, Лешане, Мовљане, Мушутиште, Речане, Селогражде, Сува Река)
- Општина Штрпце: Беревце, Доња Битиња, Драјковце, Горња Битиња, Готовуша, Јажинце, Севце, Сушиће, Штрпце, Вича, Врбештица
- Општина Урошевац: Бабљак, Доња Грлица, Главица, Горње Неродимље, Мухаџер Талиновац, Рака, Софтовић, Српски Бабуш, Старо Село, Танкосић (Биба, Догањево, Доње Неродимље, Гатње, Јерли Прелез, Косин, Лашкобаре, Муховце, Мужичане, Некодим, Папаз, Појатиште, Сазлија, Штимље, Трн (Урошевац), Урошевац, Варош Село, Заскок)
- Општина Витина: Бинач, Дробеш, Грмово, Грнчар, Гушица, Клокот, Могила, Ново Село, Подгорце, Радивојце, Равниште, Витина, Врбовац, Черкез Садовина, Девајa, Кабаш, Пожарање, Рибник, Трпеза, Житиње
- Општина Вучитрн: Букош, Доњи Сврачак, Главотина, Гојбуља, Горњи Сврачак, Граце, Херцегово, Маврић, Мирoче, Прилужје, Слаковце, Слатина, Шљивовица, Велика Река, Виљанце (Балинце, Бањска, Дољак, Горња Судимља, Језеро, Мијалић, Недаковац, Невољане, Ново Село Мађунско, Ново Село Бегово, Пантина, Пестово, Ропица, Самодрежа, Тараџа, Врница, Вучитрн, Загорје)
- Општина Зубин Поток: Бабиће, Бабудовица, Бања, Бојновиће, Брњак, Бубе, Бурлате, Црепуља, Чечево, Чешеновиће, Читлук, Доброшевина, Доње Вараге, Доњи Јасеновик, Драгалицa, Драиновиће, Дрен, Газиводе, Горње Вараге, Горњи Јасеновик, Горњи Стрмац, Јабука, Јагњеница, Јунакe, Кобиља Глава, Коваче, Козарево, Крлигате, Лучка Река, Мала Калудра, Међеђи Поток, Оклаце, Падине, Паруци, Прелез, Пресека, Превлак, Придворица, Ранчиће, Резала, Рујиште, Шиповo, Тушиће, Угљаре, Велика Калудра, Вељи Брег, Витаково, Војмислиће, Врба, Вукојевиће, Вукосављевиће, Загуље, Зечевиће, Зубин Поток, Зупче, Жареви